# Frank Shields
Francis Xavier Alexander Shields Sr. (Nueva York, 18 de noviembre de 1909-Nueva York, 19 de agosto de 1975) fue un tenista aficionado estadounidense, dos veces finalista de Grand Slam en individuales, y una vez en dobles. Fue el abuelo paterno de la actriz estadounidense Brooke Shields.

## Carrera
Nacido en Nueva York, Shields se transformó en un elegante y atractivo jugador de tenis que desarrolló su mejor juego a comienzos de los años 1930. Su primer gran actuación fue en 1928 cuando alcanzó las semifinales del US Championships con solo 18 años, perdiendo ante el francés Henri Cochet. En 1930 alcanzó la final del US Championships siendo el 11.º preclasificado y estuvo cerca de llevar a John Doeg a un quinto set tras tener un punto de set en la cuarta manga pero terminó perdiendo el partido por 10-8, 1-6, 6-4, 16-14.
Su actuación más recordada es el Campeonato de Wimbledon de 1931 donde venció a Bunny Austin en cuartos de final y a Jean Borotra en semifinales para alcanzar su segunda final de Grand Slam. Sin embargo, sufrió una lesión en el tobillo en el partido ante Borotra que le impidió presentarse a la final, siendo el primer (y hasta ahora único) jugador en no presentarse a una final de un torneo de Grand Slam.
Alcanzó otras dos semifinales de torneos grandes: el US Championships de 1933 y Wimbledon 1934, pero en ambos perdió ante el australiano Jack Crawford, el último tras estar 2 sets arriba.
Representó a los Estados Unidos en Copa Davis entre 1931 y 1934. En 1931, primer año sin Bill Tilden, se convirtió en la carta principal del equipo y ganó todos sus partidos rumbo a la final interzonal en donde obtuvo una victoria ante Fred Perry y una derrota ante Bunny Austin y Estados Unidos terminó perdiendo la serie ajustadamente. En 1932 volvió a triunfar en todas las series de clasificación (incluyendo dos excelentes victorias ante los australianos Jack Crawford y Harry Hopman) pero volvieron a perder en la final interzonal, esta vez ante la Alemania de Gottfried von Cramm, quien lo venció en 4 sets. Fue dejado fuera del equipo en 1933 por su errático juego y volvió en 1934 donde Estados Unidos volvió a perder en la final interzonal ante Reino Unido y Shields perdió sus partidos individuales ante Austin y Perry. En la serie anterior, frente a Australia, Shields le dio a los Estados Unidos el quinto y definitivo punto ante Vivian McGrath, en la única vez en la historia que levantaron una desventaja de 2-0 en la serie.
Fue considerado el norteamericano N.º 1 en 1933 tras el paso al profesionalismo de Ellsworth Vines y el número 5 del mundo, por delante de Vines, según Bernard Brown. En 1951 fue el capitán del Equipo estadounidense de Copa Davis y fue incorporado al Salón internacional de la fama del tenis en 1964.
En 1934, Shields defendió su título del Campeonato Canadiense de Canchas Cubiertas al derrotar a J. Gilbert Hall en una reñida semifinal a cuatro sets y a George Lott en la final en tres sets consecutivos. Ganó el torneo United North and South en el prestigioso Pinehurst Country Club, Carolina del Norte en canchas de arcilla, derrotando a Allison en la final en tres largos sets consecutivos. Shields defendió su título de Mason & Dixon en el resort The Greenbrier al derrotar a Grant en un reñido partido a cinco sets en la final. Shields llegó a la final del Queen's Club Championships, donde perdió contra Sidney Wood. Llegó a la semifinal en Wimbledon, donde perdió un partido reñido contra Crawford.
En 1935, Shields ganó el Torneo de Tenis de Ojai, derrotando a Gene Mako en la final. En 1937, ganó el torneo del Hotel del Coronado  en San Diego, derrotando a Jack Tidball en la final.
Participó en el Abierto de Estados Unidos de 1950. Sin embargo, él y Ginger Rogers fueron eliminados de la competición de dobles mixtos en la primera ronda. Compitió en el Campeonato Nacional de Estados Unidos de 1951 en Nueva York, pero fue derrotado en primera ronda por el sudafricano Syd Levy en dos sets.

## Controversias
En 1951, Shields estuvo en el centro de una controversia que implicó el retiro del tenis de Dick Savitt, entonces campeón del Australian Championships y Wimbledon, a la corta de edad de 25 años. Como capitán del equipo estadounidense de Copa Davis, Shields impidió que Savitt formara parte de la campetición en la final ante Australia. Savitt había sido la carta principal que permitió a los Estados Unidos alcanzar la final perdiendo un solo set en los 9 partidos que jugó. La serie final también se le presentaba favorable ya que había derrotado al número uno australiano, Ken McGregor, tanto en Australia como en Wimbledon, y al número dos, Frank Sedgman, en Australia. Sin embargo, Shields optó inexplicablemente por reemplazarlo por el semirretirado Ted Schroeder, quien había perdido todos sus partidos de Copa Davis el año anterior. Sin Savitt, Estados Unidos perdió el título tras perder los tres primeros puntos de la serie.
Al año siguiente, en la reunión anual de la U.S. Lawn Tennis Asociation para establecer los rankings nacionales, Savitt fue colocado en el número 3 del ranking tentativo de la USLTA. La voz más importante para colocar a Savitt en el injusto tercer puesto fue Shields quien dijo: "Savitt no se mostró como un campeón en los últimos tres meses y no sólo eso, sino que no fue el jugador más colaborador del mundo en Australia y sus quejas trajeron mucho descrédito en el juego. No fue un crédito ni como jugador ni como representante de los Estados Unidos". El arrebato de Shields tuvo una rápida respuesta por parte del excampeón del US Championships Don McNeill. Entre aplausos, McNeill resaltó que el ranking de los jugadores debe basarse en su habilidad tenística y no en un prejuicios personales. El comité de ranking hizo caso omiso a las declaraciones de Shields y colocó a Savitt en el segundo puesto del ranking.

## Vida fuera del tenis
Shields se casó por primera vez con Rebecca Tenney en 1932 y se divorció en 1940 sobre la base de su "habitual falta de templanza".
Shields luego del tenis hizo una carrera como actor secundario en diferentes películas de Hollywood y se codeó con muchas de las personalidades del ambiente. Su segunda esposa, con quien se casó en 1940, fue la princesa italiana Donna Marina Torlonia di Civitella-Cesi, hija de Marino Torlonia, 4.º príncipe de Civitella-Cesi y la heredera Mary Elsie Moore, y hermana de Alexandro Torlonia, esposo de la infanta española Beatriz de Borbón. Junto a Marina Torlonia, Shields tuvo dos hijos: Francis Alexander Shields (padre de la actriz Brooke Shields, quien estuvo casada con la leyenda del tenis Andre Agassi) y Cristiana Marina Shields.
Se casó una tercera vez en 1949 y luego también se divorció de Katharine Mortimer, una adinerada mujer hija de un conocido financiero.
En sus últimos años se mostraba frecuentemente alcoholizado y violento. Luego de dos ataques al corazón, murió a los 65 años de un tercer ataque al corazón en un taxi en Manhattan.

## Torneos de Grand Slam

### Finalista Individuales (2)
| Año  | Torneo                        | Oponente en la final | Resultado            |
| 1930 | Abierto de los Estados Unidos | John Doeg            | 8-10 6-1 4-6 6-1 4-6 |
| 1931 | Wimbledon                     | Sidney Wood          | Renuncia             |

### Finalista Dobles (1)
| Año  | Torneo                            | Pareja       | Oponentes en la final      | Resultado         |
| 1933 | US National Doubles Championships | Frank Parker | George Lott Lester Stoefen | 13-11 7-9 7-9 3-6 |